# Stefan Bellof

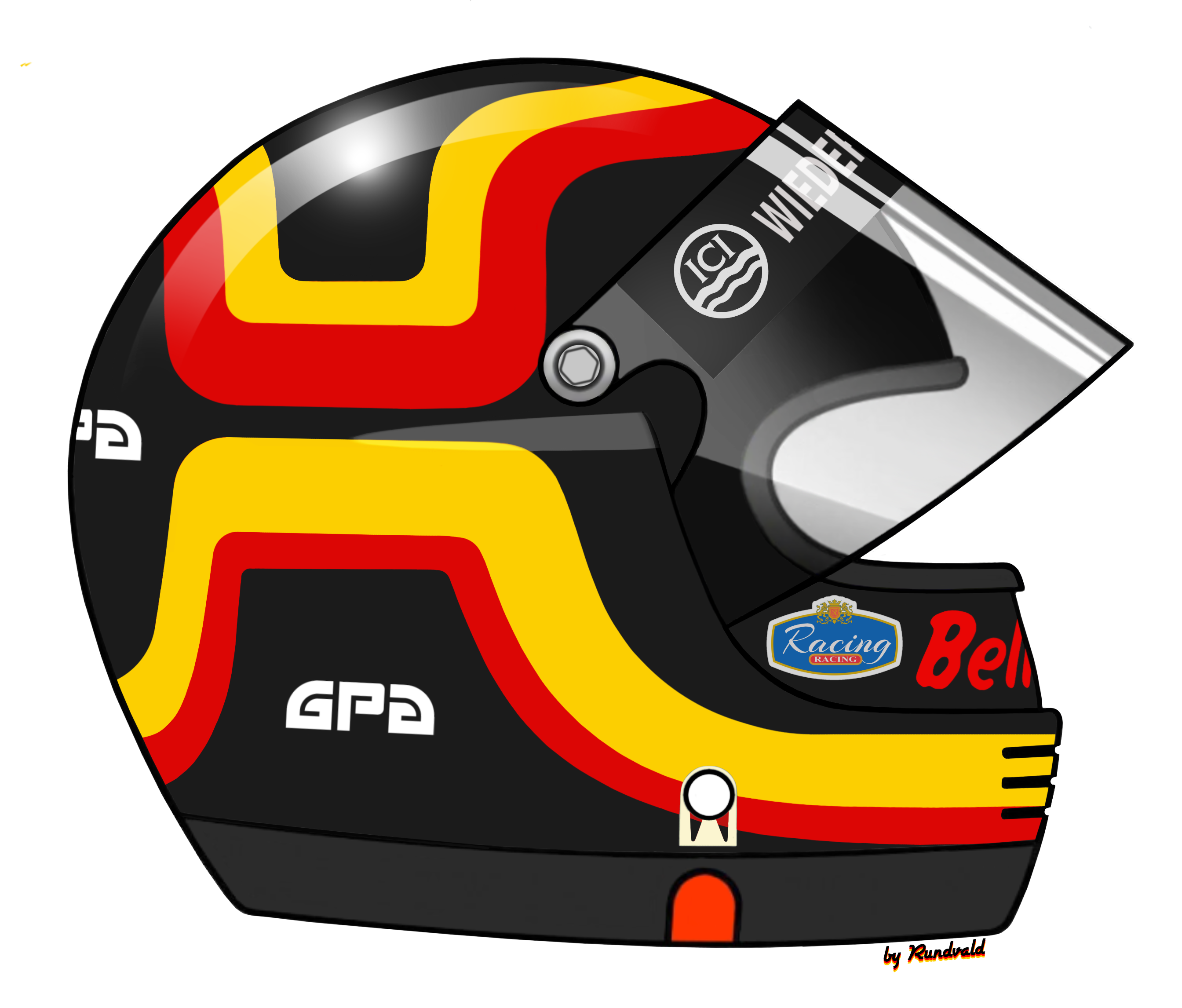
Hełm autorstwa Stefana Bellofa. Projekt został stworzony w 1982 roku w barwach niemieckiej flagi przez Angelikę Langner, dziewczynę pilota.

Stefan Bellof (ur. 20 listopada 1957 w Gießen, zm. 1 września 1985 na torze Spa-Francorchamps) – niemiecki kierowca wyścigowy.

## Kariera

### Początki
Stefan Bellof zaczął jeździć w zawodach kartingowych w wieku 16 lat. W 1980 wygrał niemieckie mistrzostwa. W następnym sezonie wygrał w Formule Ford. Talent Niemca został dostrzeżony, jako że jeszcze tego roku ścigał się w niemieckiej Formule 3 i Formule V. W 1982 dał mu szansę niemiecki Team Maurer-BMW z Formuły 2. Bellof wygrał dwa wyścigi (Silverstone, Hockenheim) i skończył mistrzostwa na czwartej pozycji.

### Starty w autach grupy C
Zespół fabryczny Porsche zaoferował Bellofowi miejsce na rok 1983. Niemiec szybko zdeklasował swoich bardziej doświadczonych kolegów z zespołu. Największym osiągnięciem sezonu było ustanowienie rekordu północnej pętli na torze Nürburgring. Na nieco skróconym torze (z powodu prac budowlanych) Bellof osiągnął podczas treningu czas 6:11,13, co czyni go pierwszym w historii człowiekiem, który przejechał okrążenie starego toru z prędkością przeciętną większą niż 200 km/h. Drugi Jochen Mass stracił 5 sekund. W czasie wyścigu Niemiec uległ wypadkowi w czasie gdy prowadził i ustanowił najlepszy czas okrążenia. Mimo że był najszybszy w zespole, na koniec sezonu zajął tylko czwarte miejsce.

### Formuła 1
Przed sezonem 1984 wiele zespołów Formuły 1 zwróciło uwagę na Niemca. Mimo pozytywnych testów z ekipą McLarena (któremu Porsche dostarczało silniki turbo), nie było tam dla niego wolnego miejsca. Z kolei powiązania z Porsche uniemożliwiły przejście do Brabhama i ATS-u, gdyż dostawcą silników dla nich było BMW.
Ostatecznie Niemiec podpisał krótkoterminowy kontrakt z Tyrrellem, który jako jedyny nadal korzystał ze słabszych silników wolnossących. Ciśnienie i moc silników turbo mogły być podwyższane na czas kwalifikacji, więc Bellof często startował z końca stawki. W pierwszym wyścigu w Grand Prix Brazylii wyruszył z 23. pola startowego, jednak na pierwszym okrążeniu wyprzedził siedmiu konkurentów. Wkrótce wyprzedził też jadącego na 13. miejscu Ayrtona Sennę. Bellof musiał się wycofać ze względu na awarię.
W GP Monako ponownie startował z końca stawki, jednak zdołał przebić się na trzecie miejsce zanim wyścig został przerwany i zakończony. W klasyfikacji generalnej Bellof zająłby 14. pozycję, jednakże obaj kierowcy Tyrrella zostali zdyskwalifikowani z powodu złamania przepisów dotyczących wagi samochodów. Tyrrelle posiadały niedozwolony ołowiany balast przy baku.
Po dobrym występie w Monako pojawiły się pogłoski, że Ferrari jest zainteresowane zatrudnieniem Niemca. Miejsce dla niego miało się znaleźć dopiero jednak na sezon 1986. Obok startów w Formule 1 Bellof jeździł wciąż samochodami grupy C. Razem z zespołem fabrycznym Porsche zdobył w 1984 mistrzostwa świata i Niemiec w tej klasie wyścigowej.

### Wypadek
W rzekomo przejściowym sezonie 1985 Bellof nadal jeździł dla słabego Tyrrella, jednak rozstał się z Porsche i jeździł prywatnym Porsche grupy C dla Waltera Bruna. Jednym z wyścigów aut sportowych było „1000 km Spa”. Bellof starał wyprzedzić jadącego przed nim Jackiego Ickxa na słynnym zakręcie Eau Rouge. Wyprzedzanie na tym zakręcie jest praktycznie niemożliwe i do tego bardzo niebezpieczne. Ickx nie zorientował się, że Niemiec chce przeprowadzić aż tak brawurowy atak, co doprowadziło do kolizji. Bellof wpadł na bandę z pełną prędkością pod dużym kątem, podczas gdy Ickx zdołał częściowo wyhamować i odniósł jedynie lekkie obrażenia. Stefan Bellof zmarł na skutek odniesionych w wypadku obrażeń prawdopodobnie jeszcze na miejscu wypadku, chociaż oficjalny komunikat mówi o szpitalu.

## Konsekwencje wypadku
Oprócz Bellofa za kierownicą Porsche 956 zginął inny niemiecki kierowca Manfred Winkelhock. Zmusiło to konstruktorów Porsche do zaprojektowania bezpieczniejszego modelu Porsche 962. Groźnemu wypadkowi w innym samochodzie tego samego typu uległ Jonathan Palmer. Zespoły Formuły 1 zaczęły niechętnie patrzeć na starty swoich podopiecznych w innych seriach wyścigowych. W niektórych wypadkach do kontraktów wprowadzono klauzulę zakazującą uczestniczenia w tychże wyścigach. Derek Bell, kolega z zespołu, stwierdził w jednym z wywiadów, że śmierć Bellofa spowodowana była zarówno brakiem dyscypliny w jego stylu jazdy, jak i błędem zespołu, który powinien był pozwolić mu dojrzeć.

## Muzeum
Od kwietnia 2006 w Alten Buseck (niedaleko Gießen) działa muzeum im. Stefana Bellofa. Na powierzchni 50 m² znajdują się pamiątki po kierowcy, m.in. jego pierwszy gokart, kombinezony wyścigowe, puchary, dokumenty i modele aut. Od września 2007 znajduje się tu pierwszy bolid Bellofa – Ford 1600 PRS z 1980 z Formuły Ford.